# Sindrome di Susac
La sindrome di Susac è una malattia rara di natura autoimmune che provoca lesioni ischemiche nei piccoli e piccolissimi vasi sanguigni, coinvolgendo cervello, retina ed orecchio interno. È stata descritta la prima volta nel 1979 dal dottor John Susac (1940-2012), dal quale prende il nome.
Nella sindrome di Susac il sistema immunitario attacca erroneamente le cellule endoteliali che formano il rivestimento interno delle arteriole e dei capillari. Il risultato dell'attacco è l'occlusione parziale o totale del vaso colpito; a causa del mancato afflusso di ossigeno e nutrienti, i tessuti interessati subiscono quindi una lesione ischemica. In base alla severità e alla durata del mancato afflusso sanguigno, il danno provocato può essere reversibile oppure permanente.
La sindrome di Susac colpisce prevalentemente giovani donne (rapporto 3,5:1) di età compresa tra i 20 e i 40 anni. Tuttavia non mancano casi di esordio della malattia nell'infanzia e nella tarda età adulta. L'estensione temporale di esordio della sindrome è attualmente compresa tra gli 8 e i 72 anni.
Altri nomi utilizzati in riferimento alla sindrome sono SICRET, RED-M, vasculopatia retino-cocleo-cerebrale, microangiopatia retino-cocleo-cerebrale.

## Sintomi
I sintomi della sindrome di Susac variano notevolmente da paziente a paziente, ma si osserva un prevalente coinvolgimento dell'encefalo, della retina e della coclea. La triade di manifestazioni cliniche a carico di encefalo, retina e coclea, è considerata caratteristica della sindrome; tuttavia esistono numerosi pazienti affetti dalla malattia che non presentano il coinvolgimento di tutte le componenti della triade. I sintomi della malattia non si sviluppano necessariamente tutti nello stesso momento, ma possono manifestarsi anche a distanza di alcuni anni l'uno dall'altro.

### Sintomi a carico dell'encefalo
- Disfunzioni cognitive: cefalee (possono essere costanti, di intensità grave, anche con vomito), emicranie, stati confusionali, disorientamento, difficoltà di concentrazione, disattenzione, bradifrenia (lentezza nell'elaborazione del pensiero e nella creazione dei nessi logici), perdita della memoria (soprattutto a breve termine), psicosi, disturbi comportamentali e della personalità.
- Sintomi focali: atassia, deficit dell'equilibrio, limitazioni della capacità di accoppiamento e combinazione dei movimenti, perdita di fluenza verbale, deficit motorio, parestesie degli arti, emiparesi motorie e sensoriali, spasticità, paralisi, deficit sensoriali, disartria, disfunzioni oculo-motorie.

### Sintomi a carico della retina
- BRAO (occlusione arteriosa retinica di branca)
- Scotomi
- Perdita della vista periferica
- Disturbi generali della vista, deficit del campo visivo, aree scure in una parte del campo visivo, impressione di patina scura sull'occhio.

### Sintomi a carico dell'orecchio interno
- Ipoacusia neuro-sensoriale, sordità improvvisa
- Acufeni intensi
- Vertigini e altri disturbi dell'equilibrio
- Recruitment, difficoltà di discernimento delle parole, riduzione della soglia di tolleranza del rumore.

### Altri sintomi
- Mialgia
- Atralgia
- Affaticamento cronico
- Sonnolenza
- Disfunzioni urinarie
- Alterazioni della motilità gastro-intestinale.

I sintomi a carico della retina e della coclea sono generalmente bilaterali.

## Diagnosi differenziale
I sintomi della sindrome di Susac sono estremamente variabile e anche simili a quelli di malattie come sclerosi multipla, ADEM, encefalopatia, meningite, lupus e vasculite del SNC. Per questo motivo, e perché rara o poco nota, la sindrome viene spesso non riconosciuta e la diagnosi viene effettuata in maniera errata. Molti pazienti a cui è stata data una diagnosi di sindrome di Susac, hanno ricevuto in precedenza una diagnosi di sclerosi multipla atipica.
La diagnosi differenziale della sindrome di Susac comprende le malattie demielinizzanti infiammatorie del SNC (sclerosi multipla, encefalite disseminata acuta, neuromielite ottica o malattia di Devic), altre malattie del SNC (malattia di Menière, infezioni, tumori maligni, disturbi psicotici, malattie cerebrovascolari, occlusione di branca dell'arteria retinica) e malattie autoimmuni (encefalite limbica, sindromi di Cogan, Churg-Strauss e Sjögren, malattia di Eales, malattia autoimmune dell'orecchio interno, poliarterite nodosa, granulomatosi di Wegener, lupus sistemico eritematoso, sindrome da antifosfolipidi, malattia di Behçet, malattie autoimmuni reumatologiche).
La diagnosi si basa principalmente sui risultati di:
- risonanza magnetica nucleare (RMN) dell'encefalo con mezzo di contrasto
- fluorangiografia retinica
- esame audiometrico.

## Trattamento
L'eziopatogenesi della sindrome di Susac resta per lo più sconosciuta e mancano studi sistematici e controllati in grado di definire strategie terapeutiche che comportino un miglioramento certo. Il trattamento generalmente consigliato è basato su strategie empiriche costruite sull'osservazione diretta della risposta del paziente e sullo studio retrospettivo dei pochi casi riportati in letteratura.
Il trattamento prevede una terapia tempestiva ed aggressiva di tipo immunosoppressivo con una combinazione di alcuni tra:
- prednisone
- metilprednisolone per endovena
- ciclofosfamide
- methotrexate
- azatioprina
- micofenolato mofetile
- rituximab
- immunoglobuline per endovena
- cardioaspirina
- terapie biologiche.

La malattia si stabilizza in media nel corso di 2-4 anni, ma il trattamento tardivo, la non efficacia del trattamento o l'aggressività del caso specifico possono comportare deficit cognitivi, visivi e/o uditivi permanenti. Non mancano casi di recidive tardive e casi con decorso progressivo cronico.